# Petr Matoušek
Petr Matoušek (ur. 19 grudnia 1949 w Teplicach nad Bečvou, zm. 17 lutego 2025) – czechosłowacki kolarz szosowy, dwukrotny medalista mistrzostw świata.

## Kariera
Pierwszy sukces w karierze Petr Matoušek osiągnął w 1970 roku, kiedy wspólnie z Františkiem Řezáčem, Milanem Puzrlą oraz Jiřím Mainušem zdobył srebrny medal w drużynowej jeździe na czas na mistrzostwach świata w Leicester. W tej samej konkurencji reprezentacja Czechosłowacji w składzie: Petr Matoušek, Vlastimil Moravec, Vladimír Vondráček i Petr Bucháček zdobyła brązowy medal podczas mistrzostw świata w Yvoir. W 1972 roku wystąpił na igrzyskach olimpijskich w Monachium w 1972 roku, gdzie był trzynasty w drużynie, a w wyścigu ze startu wspólnego zajął 47. miejsce. Na rozgrywanych cztery lata później igrzyskach w Montrealu razem z kolegami z reprezentacji zajął piąte miejsce w drużynowej jeździe na czas, a wyścigu ze startu wspólnego nie ukończył. Ponadto w 1970 roku zajął drugie miejsce w Bohemia Tour, w 1972 roku był drugi w wyścigu Wiedeń-Rabenstein-Gresten-Wiedeń, a w 1975 roku zwyciężył w klasyfikacji generalnej Tour of Yugoslavia.